# Дачный (Мордовия)
Да́чный — посёлок в Теньгушевском районе Республики Мордовия, административный центр Дачного сельского поселения. В советское время (до 1964 года) посёлок назывался Сталинский Винзавод.
Посёлок основан в конце XVIII века при винокуренном заводе, принадлежавшем генералу С. Н. Муханову. Расположен на реке Умор (правый приток реки Вад). Расстояние от районного центра (село Теньгушево) — около 50 км.
В посёлке расположен спиртозавод «Теньгушевский» ОАО «Мордовспирт», лесничество, имеется школа, библиотека, дом культуры, фельдшерско-акушерский пункт.  
Рядом с посёлком расположена сосновая роща возрастом более 80 лет (особо охраняемая природная территория).
Население 724 чел. (2001), преимущественно русские.
В центре поселка расположен фонтан.
Расположен на р. Умор — правом притоке реки Вада, в 190 км к северо-западу от Саранска, 50 км от районного центра и 78 км от железнодорожной станции Потьма. Основан в конце 18 в. при винокуренном заводе, принадлежавшем генералу С. Н. Муханову. В 1878 г. завод выкупили дворяне М. А. и Ю. А. Новосильцевы, которые в 1898 г. открыли 1-классную заводскую школу. В 1905—1907 гг. в посёлке действовал нелегальный кружок рабочих, организованный И. Г. Королёвым-Батышевым (руководитель — И. С. Егоршев).
В конце декабря 1917 г. завод был национализирован (директора — Н. Ф. Суровцев, М. А. Чембулатов; в годы Великой Отечественной войны на средства рабочих спиртзавода построен танк «Теньгушевский пищевик»). В 1918 г. был создан совхоз «Мухановский», в 1930—1950-е гг. — им. Сталина, в 1960—1990-е гг. — совхоз «Теньгушевский», с 2002 г. — СПК, специализировался на откорме скота. В современном Дачном — спиртзавод «Теньгушевский» ОАО «Мордовспирт», лесничество, фельдшерско-акушерский пункт, средняя школа, филиал районной школы искусств, детсад, Дом культуры, библиотека, почта, сберкасса, 3 магазина; памятник воинам, погибшим в Великой Отечественной войне. Посёлок газифицирован. Возле Дачного — сосновая роща (ООПТ). В Дачную сельскую администрацию входит д. Коляево (33 чел.; родина героя боёв у озера Хасан и советско-финляндской войны 1939—1940 гг. лётчика И. А. Леонтьева).
Уроженцы Дачного — учёный Е. Н. Каблов, контр-адмирал В. М. Федорин.

## Население
| 2002 | 2010 |
| ---- | ---- |
| 684  | ↘655 |